# Maximiliano Rosales
Maximiliano Roberto Rosales (Provincia de San Luis, Argentina, 24 de enero de 1979) es un futbolista argentino. Juega de defensor y su equipo actual es Alianza Futbolística (Villa Mercedes) de la Provincia de San Luis que disputa el Torneo Federal C.

## Clubes
| Club                                  | País      | Año             |
| ------------------------------------- | --------- | --------------- |
| Club Sportivo Estudiantes (San Luis)  | Argentina | 2004-2006       |
| Estudiantes de Río Cuarto             | Argentina | 2006-2007       |
| Juventud Unida Universitario          | Argentina | 2007-2011       |
| Alumni de Villa María                 | Argentina | 2011-2012       |
| Unión de Villa Krause                 | Argentina | 2012-2013       |
| Jorge Newbery de Villa Mercedes       | Argentina | 2013-2014       |
| Alianza Futbolística (Villa Mercedes) | Argentina | 2015 - presente |